# IC 678
IC 678 је елиптична галаксија у сазвјежђу Лав која се налази на листи објеката дубоког неба у Индекс каталогу.
Деклинација објекта је + 6° 34' 40" а ректасцензија 11h 14m 6,3s. Привидна величина (магнитуда) објекта IC 678 износи 13,9 а фотографска магнитуда 14,9. IC 678 је још познат и под ознакама MCG 1-29-21, CGCG 39-83, NPM1G +06.0283, PGC 34222.